# Eupropacris
Eupropacris is een geslacht van rechtvleugeligen uit de familie veldsprinkhanen (Acrididae). De wetenschappelijke naam van dit geslacht is voor het eerst geldig gepubliceerd in 1870 door Walker.

## Soorten
Het geslacht Eupropacris omvat de volgende soorten:
- Eupropacris abbreviata Miller, 1929
- Eupropacris coeruleus Drury, 1770
- Eupropacris cylindricollis Schaum, 1853
- Eupropacris fumida Walker, 1870
- Eupropacris pompalis Karsch, 1896
- Eupropacris rammei Miller, 1936
- Eupropacris sulcifer Karny, 1907
- Eupropacris uniformis Ramme, 1929
- Eupropacris vana Karsch, 1896